# Trioxys myzocallis
Trioxys myzocallis är en stekelart som beskrevs av Hajimu Takada 1968. Trioxys myzocallis ingår i släktet Trioxys och familjen bracksteklar. Inga underarter finns listade i Catalogue of Life.